# Zuid-Amerikaans kampioenschap voetbal onder 20 - 2005
Het Zuid-Amerikaans kampioenschap voetbal onder 20 van 2005 was de 22e editie van het Zuid-Amerikaans kampioenschap voetbal onder 20, een CONMEBOL-toernooi voor nationale ploegen van spelers onder de 20 jaar. Tien landen namen deel aan dit toernooi dat van 13 januari tot en met 6 februari 2005 in Colombia werd gespeeld. Colombia werd voor de tweede keer winnaar.
Dit toernooi dient tevens als kwalificatietoernooi voor het wereldkampioenschap voetbal onder 20 van 2005. De vier beste landen van dit toernooi plaatsen zich, dat zijn Colombia, Brazilië, Argentinië en Chili.

## Groepsfase

### Groep A
| Pos. | Land       | GW | W | G | V | DV | DT | +/− | Ptn. |
| ---- | ---------- | -- | - | - | - | -- | -- | --- | ---- |
| 1    | Argentinië | 4  | 3 | 1 | 0 | 14 | 1  | +13 | 10   |
| 2    | Colombia   | 4  | 3 | 1 | 0 | 9  | 1  | +8  | 10   |
| 3    | Venezuela  | 4  | 1 | 1 | 2 | 6  | 8  | –2  | 4    |
| 4    | Bolivia    | 4  | 0 | 2 | 2 | 4  | 13 | –7  | 2    |
| 4    | Peru       | 4  | 0 | 1 | 3 | 1  | 11 | –10 | 1    |

|                       |                                              |     |           |                                                                          |
| 13 januari 2005 17:50 | Argentinië                                   | 3–0 | Venezuela | Estadio Centenario de Armenia, Armenia Scheidsrechter: Héber Lopes (BRA) |
| 13 januari 2005 17:50 | González 32' (e.d.) Messi 71' Barrientos 82' |     |           | Estadio Centenario de Armenia, Armenia Scheidsrechter: Héber Lopes (BRA) |

|                       |                                             |     |         |                                                                         |
| 13 januari 2005 20:30 | Colombia                                    | 5–0 | Bolivia | Estadio Centenario de Armenia, Armenia Scheidsrechter: Pablo Pozo (CHI) |
| 13 januari 2005 20:30 | Toja 8' Rodallega 47', 83' (pen.), 86', 88' |     |         | Estadio Centenario de Armenia, Armenia Scheidsrechter: Pablo Pozo (CHI) |

|                       |                                          |     |         |                                                                      |
| 15 januari 2005 17:50 | Argentinië                               | 4–0 | Bolivia | Estadio Palogrande, Manizales Scheidsrechter: Mauricio Reinoso (ECU) |
| 15 januari 2005 17:50 | Barrientos 3' Messi 50', 59' Boselli 80' |     |         | Estadio Palogrande, Manizales Scheidsrechter: Mauricio Reinoso (ECU) |

|                       |               |     |      |                                                                    |
| 15 januari 2005 20:00 | Colombia      | 1–0 | Peru | Estadio Palogrande, Manizales Scheidsrechter: Ricardo Grance (PAR) |
| 15 januari 2005 20:00 | Rodallega 38' |     |      | Estadio Palogrande, Manizales Scheidsrechter: Ricardo Grance (PAR) |

|                       |                           |     |                                     |                                                                    |
| 17 januari 2005 18:00 | Bolivia                   | 3–3 | Venezuela                           | Estadio Palogrande, Manizales Scheidsrechter: Ricardo Grance (PAR) |
| 17 januari 2005 18:00 | Fierro 30' Sossa 45', 69' |     | Ramírez 42' (pen.), 59', 84' (pen.) | Estadio Palogrande, Manizales Scheidsrechter: Ricardo Grance (PAR) |

|                       |                                                              |     |      |                                                                    |
| 17 januari 2005 20:10 | Argentinië                                                   | 6–0 | Peru | Estadio Palogrande, Manizales Scheidsrechter: Martín Vázquez (URU) |
| 17 januari 2005 20:10 | Torres 5', 13' Barrientos 31' Abraham 35' Messi 43' Sosa 79' |     |      | Estadio Palogrande, Manizales Scheidsrechter: Martín Vázquez (URU) |

|                       |              |     |             |                                                                            |
| 19 januari 2005 17:50 | Peru         | 1–1 | Bolivia     | Estadio Hernán Ramírez Villegas, Pereira Scheidsrechter: Héber Lopes (BRA) |
| 19 januari 2005 17:50 | González 13' |     | Saucedo 27' | Estadio Hernán Ramírez Villegas, Pereira Scheidsrechter: Héber Lopes (BRA) |

|                       |                          |     |           |                                                                               |
| 19 januari 2005 20:00 | Colombia                 | 2–0 | Venezuela | Estadio Hernán Ramírez Villegas, Pereira Scheidsrechter: Martín Vázquez (URU) |
| 19 januari 2005 20:00 | Rodallega 7' Briceño 79' |     |           | Estadio Hernán Ramírez Villegas, Pereira Scheidsrechter: Martín Vázquez (URU) |

|                       |             |     |            |                                                                      |
| 21 januari 2005 18:20 | Argentinië  | 1–1 | Colombia   | Estadio Palogrande, Manizales Scheidsrechter: Mauricio Reinoso (ECU) |
| 21 januari 2005 18:20 | Peirone 52' |     | Falcao 28' | Estadio Palogrande, Manizales Scheidsrechter: Mauricio Reinoso (ECU) |

|                       |      |                        |           |                                                                |
| 21 januari 2005 20:30 | Peru | 0–3                    | Venezuela | Estadio Palogrande, Manizales Scheidsrechter: Pablo Pozo (CHI) |
| 21 januari 2005 20:30 |      | Miku 7', 82' Pérez 74' |           | Estadio Palogrande, Manizales Scheidsrechter: Pablo Pozo (CHI) |

### Groep B
| Pos. | Land     | GW | W | G | V | DV | DT | +/− | Ptn. |
| ---- | -------- | -- | - | - | - | -- | -- | --- | ---- |
| 1    | Brazilië | 4  | 2 | 2 | 0 | 10 | 3  | +7  | 8    |
| 2    | Chili    | 4  | 2 | 1 | 1 | 10 | 7  | +3  | 7    |
| 3    | Uruguay  | 4  | 1 | 3 | 0 | 6  | 0  | +6  | 6    |
| 4    | Paraguay | 4  | 1 | 2 | 1 | 7  | 6  | +1  | 5    |
| 4    | Ecuador  | 4  | 0 | 0 | 4 | 3  | 20 | –17 | 0    |

|                       |         |     |          |                                                                                 |
| 14 januari 2005 17:20 | Uruguay | 0–0 | Paraguay | Estadio Hernán Ramírez Villegas, Pereira Scheidsrechter: Gabriel Brazenas (ARG) |
| 14 januari 2005 17:20 |         |     |          | Estadio Hernán Ramírez Villegas, Pereira Scheidsrechter: Gabriel Brazenas (ARG) |

|                       |                                                 |     |         |                                                                             |
| 14 januari 2005 19:30 | Brazilië                                        | 5–0 | Ecuador | Estadio Hernán Ramírez Villegas, Pereira Scheidsrechter: Manuel Garay (PER) |
| 14 januari 2005 19:30 | Evandro 2', 6' Filipe Luís 29' Quirino 46', 56' |     |         | Estadio Hernán Ramírez Villegas, Pereira Scheidsrechter: Manuel Garay (PER) |

|                       |         |     |       |                                                                              |
| 16 januari 2005 19:40 | Uruguay | 0–0 | Chili | Estadio Hernán Ramírez Villegas, Pereira Scheidsrechter: Juan Paniagua (BOL) |
| 16 januari 2005 19:40 |         |     |       | Estadio Hernán Ramírez Villegas, Pereira Scheidsrechter: Juan Paniagua (BOL) |

|                       |              |     |            |                                                                             |
| 16 januari 2005 17:30 | Brazilië     | 1–1 | Paraguay   | Estadio Hernán Ramírez Villegas, Pereira Scheidsrechter: Carlos López (COL) |
| 16 januari 2005 17:30 | Barcelos 57' |     | Bogado 63' | Estadio Hernán Ramírez Villegas, Pereira Scheidsrechter: Carlos López (COL) |

|                       |                                        |     |                      |                                                                           |
| 18 januari 2005 18:00 | Chili                                  | 3–2 | Paraguay             | Estadio Centenario de Armenia, Armenia Scheidsrechter: Manuel Garay (PER) |
| 18 januari 2005 18:00 | Fernández 37' Fuenzalida 52' Lorca 69' |     | Acuña 15' Bogado 59' | Estadio Centenario de Armenia, Armenia Scheidsrechter: Manuel Garay (PER) |

|                       |                                                                 |     |         |                                                                            |
| 18 januari 2005 20:10 | Uruguay                                                         | 6–0 | Ecuador | Estadio Centenario de Armenia, Armenia Scheidsrechter: Gustavo Brand (VEN) |
| 18 januari 2005 20:10 | Albín 2', 6' C. Rodríguez 29', 57' Peinado 71' J. Rodríguez 84' |     |         | Estadio Centenario de Armenia, Armenia Scheidsrechter: Gustavo Brand (VEN) |

|                       |                                            |     |                            |                                                                            |
| 20 januari 2005 19:30 | Brazilië                                   | 4–2 | Chili                      | Estadio Centenario de Armenia, Armenia Scheidsrechter: Gustavo Brand (VEN) |
| 20 januari 2005 19:30 | Sóbis 15', 78' Filipe Luís 46' Quirino 66' |     | Montesinos 11' Canales 47' | Estadio Centenario de Armenia, Armenia Scheidsrechter: Gustavo Brand (VEN) |

|                       |                                                      |     |                        |                                                                            |
| 20 januari 2005 17:20 | Paraguay                                             | 4–2 | Ecuador                | Estadio Centenario de Armenia, Armenia Scheidsrechter: Juan Paniagua (BOL) |
| 20 januari 2005 17:20 | Bogado 25' Achilier 38' (e.d.) Segovia 51' Acuña 57' |     | Valencia 2' Arroyo 21' | Estadio Centenario de Armenia, Armenia Scheidsrechter: Juan Paniagua (BOL) |

|                       |                                                 |     |              |                                                                             |
| 22 januari 2005 17:50 | Chili                                           | 5–1 | Ecuador      | Estadio Hernán Ramírez Villegas, Pereira Scheidsrechter: Carlos López (COL) |
| 22 januari 2005 17:50 | Canales 30', 51', 71' Fernández 37' Morales 75' |     | Valencia 80' | Estadio Hernán Ramírez Villegas, Pereira Scheidsrechter: Carlos López (COL) |

|                       |         |     |          |                                                                                 |
| 22 januari 2005 20:00 | Uruguay | 0–0 | Brazilië | Estadio Hernán Ramírez Villegas, Pereira Scheidsrechter: Gabriel Brazenas (ARG) |
| 22 januari 2005 20:00 |         |     |          | Estadio Hernán Ramírez Villegas, Pereira Scheidsrechter: Gabriel Brazenas (ARG) |

## Finalegroep
| Pos. | Land       | GW | W | G | V | DV | DT | +/− | Ptn. |
| ---- | ---------- | -- | - | - | - | -- | -- | --- | ---- |
| 1    | Colombia   | 5  | 4 | 1 | 0 | 11 | 5  | +6  | 13   |
| 2    | Brazilië   | 5  | 3 | 0 | 2 | 8  | 6  | +2  | 9    |
| 3    | Argentinië | 5  | 2 | 3 | 0 | 5  | 3  | +2  | 9    |
| 4    | Chili      | 5  | 1 | 2 | 2 | 10 | 11 | –1  | 5    |
| 5    | Uruguay    | 5  | 1 | 2 | 2 | 7  | 10 | –3  | 5    |
| 6    | Venezuela  | 5  | 0 | 0 | 5 | 3  | 9  | –6  | 0    |

|                       |           |                     |            |                                                                           |
| 25 januari 2005 19:00 | Venezuela | 0–1                 | Argentinië | Estadio Centenario de Armenia, Armenia Scheidsrechter: Carlos López (COL) |
| 25 januari 2005 19:00 |           | Granados 52' (e.d.) |            | Estadio Centenario de Armenia, Armenia Scheidsrechter: Carlos López (COL) |

|                       |                                      |     |                                             |                                                                           |
| 25 januari 2005 19:30 | Uruguay                              | 2–4 | Brazilië                                    | Estadio Hernán Ramírez Villegas, Pereira Scheidsrechter: Pablo Pozo (CHI) |
| 25 januari 2005 19:30 | C. Rodríguez 39' (pen.) Ezquerra 45' |     | Fernandinho 25' (pen.), 43' Renato 50', 90' | Estadio Hernán Ramírez Villegas, Pereira Scheidsrechter: Pablo Pozo (CHI) |

|                       |                                                |     |                                                |                                                                            |
| 25 januari 2005 21:10 | Chili                                          | 3–4 | Colombia                                       | Estadio Centenario de Armenia, Armenia Scheidsrechter: Juan Paniagua (BOL) |
| 25 januari 2005 21:10 | Meneses 1' (pen.) Montesinos 6' Fuenzalida 64' |     | Rodallega 20' (pen.), 67' Aguilar 47' Toja 75' | Estadio Centenario de Armenia, Armenia Scheidsrechter: Juan Paniagua (BOL) |

|                       |           |     |             |                                                                    |
| 27 januari 2005 19:00 | Chili     | 1–1 | Argentinië  | Estadio Palogrande, Manizales Scheidsrechter: Ricardo Grance (PAR) |
| 27 januari 2005 19:00 | Lorca 72' |     | Lavezzi 38' | Estadio Palogrande, Manizales Scheidsrechter: Ricardo Grance (PAR) |

|                       |              |     |           |                                                                                 |
| 27 januari 2005 19:00 | Brazilië     | 1–0 | Venezuela | Estadio Hernán Ramírez Villegas, Pereira Scheidsrechter: Gabriel Brazenas (ARG) |
| 27 januari 2005 19:00 | Paulinho 63' |     |           | Estadio Hernán Ramírez Villegas, Pereira Scheidsrechter: Gabriel Brazenas (ARG) |

|                       |           |     |                               |                                                                      |
| 27 januari 2005 21:10 | Uruguay   | 1–3 | Colombia                      | Estadio Palogrande, Manizales Scheidsrechter: Mauricio Reinoso (ECU) |
| 27 januari 2005 21:10 | Albín 85' |     | Rentería 31', 68' Aguilar 43' | Estadio Palogrande, Manizales Scheidsrechter: Mauricio Reinoso (ECU) |

|                       |                 |     |                                           |                                                                           |
| 29 januari 2005 20:00 | Venezuela       | 2–3 | Chili                                     | Estadio Centenario de Armenia, Armenia Scheidsrechter: Manuel Garay (PER) |
| 29 januari 2005 20:00 | Vargas 42', 67' |     | Fuenzalida 59' Montesinos 76' Canales 78' | Estadio Centenario de Armenia, Armenia Scheidsrechter: Manuel Garay (PER) |

|                       |            |     |         |                                                                            |
| 30 januari 2005 15:10 | Argentinië | 0–0 | Uruguay | Estadio Hernán Ramírez Villegas, Pereira Scheidsrechter: Héber Lopes (BRA) |
| 30 januari 2005 15:10 |            |     |         | Estadio Hernán Ramírez Villegas, Pereira Scheidsrechter: Héber Lopes (BRA) |

|                       |               |     |          |                                                                               |
| 30 januari 2005 17:20 | Colombia      | 1–0 | Brazilië | Estadio Hernán Ramírez Villegas, Pereira Scheidsrechter: Martín Vázquez (URU) |
| 30 januari 2005 17:20 | Rodallega 47' |     |          | Estadio Hernán Ramírez Villegas, Pereira Scheidsrechter: Martín Vázquez (URU) |

|                       |                                |     |           |                                                                  |
| 2 februari 2005 19:00 | Brazilië                       | 2–1 | Chili     | Estadio Palogrande, Manizales Scheidsrechter: Carlos López (COL) |
| 2 februari 2005 19:00 | Evandro 52' (pen.) Sóbis 90+2' |     | Lorca 83' | Estadio Palogrande, Manizales Scheidsrechter: Carlos López (COL) |

|                       |             |     |                       |                                                                               |
| 2 februari 2005 19:00 | Venezuela   | 1–2 | Uruguay               | Estadio Centenario de Armenia, Armenia Scheidsrechter: Gabriel Brazenas (ARG) |
| 2 februari 2005 19:00 | Ramírez 59' |     | Albín 46' Navarro 77' | Estadio Centenario de Armenia, Armenia Scheidsrechter: Gabriel Brazenas (ARG) |

|                       |            |     |                      |                                                                             |
| 2 februari 2005 21:10 | Argentinië | 1–1 | Colombia             | Estadio Centenario de Armenia, Armenia Scheidsrechter: Ricardo Grance (PAR) |
| 2 februari 2005 21:10 | Garay 27'  |     | Rodallega 12' (pen.) | Estadio Centenario de Armenia, Armenia Scheidsrechter: Ricardo Grance (PAR) |

|                       |                    |     |                               |                                                                          |
| 5 februari 2005 20:00 | Chili              | 2–2 | Uruguay                       | Estadio Centenario de Armenia, Armenia Scheidsrechter: Héber Lopes (BRA) |
| 5 februari 2005 20:00 | Fernández 24', 62' |     | Ezquerra 37' C. Rodríguez 78' | Estadio Centenario de Armenia, Armenia Scheidsrechter: Héber Lopes (BRA) |

|                       |                           |     |           |                                                                      |
| 6 februari 2005 15:30 | Colombia                  | 2–0 | Venezuela | Estadio Palogrande, Manizales Scheidsrechter: Mauricio Reinoso (ECU) |
| 6 februari 2005 15:30 | Marrugo 23' Rodallega 58' |     |           | Estadio Palogrande, Manizales Scheidsrechter: Mauricio Reinoso (ECU) |

|                       |                        |     |             |                                                                    |
| 6 februari 2005 17:40 | Argentinië             | 2–1 | Brazilië    | Estadio Palogrande, Manizales Scheidsrechter: Martín Vázquez (URU) |
| 6 februari 2005 17:40 | Zabaleta 66' Messi 75' |     | Evandro 52' | Estadio Palogrande, Manizales Scheidsrechter: Martín Vázquez (URU) |

1954 · 1958 · 1964 · 1967 · 1971 · 1974 · 1975 · 1977 · 1979 · 1981 · 1983 · 1985 · 1987 · 1988 · 1991 · 1992 · 1995 · 1997 · 1999 · 2001 · 2003 · 2005 · 2007 · 2009 · 2011 · 2013 · 2015 · 2017 · 2019 · 2023

Jeugdtoernooi CONMEBOL mannen: onder 17 · onder 15

Jeugdtoernooi CONMEBOL vrouwen: onder 20 · onder 17